# Budy Trzcińskie
Budy Trzcińskie est une localité polonaise de la gmina de Nowy Kawęczyn, située dans le powiat de Skierniewice en voïvodie de Łódź.